# San yiquan
Le san yiquan ou san i chuan (三一拳) est une école de boxe chinoise de l'interne, du style xingyi quan, qui a pour maître et chef de file Georges Charles depuis 1979. Le san yiquan prend sa source en Chine dans le Hebei.

## Définition
Le terme chinois 三一拳 (sān yīquán) signifie littéralement « poing des trois-un ». Les trois-un font référence à l'invisible, l'inaudible et l'impalpable qui s'unissent en un, du chapitre XIV du Daodejing de Laozi. On traduit donc généralement ce terme san yiquan par « le poing des trois harmonies ».
Le nom a également d'autres significations plus complexes en relation avec sa filiation et sa graphie chinoise san yi c’est l’essence de trois styles externes et d’un style interne. San yi, c’est aussi la devise de la famille Wang de Yue (Wang Shi Yue de Hangzhou) : « san heng yi shu Wang » donc « trois horizontales, une verticale, c'est wang ». San yi c’est aussi une affirmation essentielle de Wang Yangming : « San jiao he yi » (les trois enseignements - Bouddhisme, Taoïsme et Confucianisme - s'unissent / s'harmonisent en un), d'où les « trois harmonies ».

## Histoire et description
Le san yiquan est une branche du style xingyi quan (hsing i chuan). Le xing yiquan représente l’un des trois styles dits « internes » (neijia) avec le taijiquan et le baguazhang. Avec le temps, Le xing yiquan c'est constitué trois grands courants, chacun rattaché plus ou moins à une origine géographique locale : 
1. Le courant « orthodoxe » (laojia ou ancienne école) du Hunan ;
2. le courant « harmonisé » (zong hejia) du Shanxi ;
3. Le courant « évolutif » ou « naturel » (ziran ou tseujan) du Hubei.

C'est au courant du Hebei (donc "évolutif" ou "naturel") que l'école san yiquan se rattache, avec le grand maitre Li Laoneng.
L'école s'est nourrie de plusieurs apports au fil des générations : tang lang, wing chun (Wang Zemin - Wong Tse Ming (HK) fut l'un des derniers élèves de Yip Man), hung gar du shaolin du sud, etc. Le san yiquan inclut également la pratique des armes traditionnelles de la Chine (bâton, éventail de fer, épée, sabre, hallebarde, lance, etc.), la transmission du qigong du tao (tao-yin qigong ou daoyin qigong), la pensée chinoise (Wang Yangming), la cuisine chinoises ainsi que les fondements de l’alchimie interne taoïste (neidangong) de l’école du ling pao ming (lingbaoming xiaodanpai daoyinfa). La pratique est basée sur les cycles des cinq éléments (wuxing),.
Les évolutions de style et les changements de nom d'école à chaque génération sont liés au contexte culturel chinois dans lequel le confucianisme a laissé une profonde empreinte.
Confucius affirme :

« Le nom d’une École appartient à son fondateur et le nom disparaît avec lui à sa mort. Si un disciple souhaite fonder sa propre école, il ne doit en aucun cas l’utiliser. Éventuellement, il peut le garder en partie associé au nouveau nom et ce pour lui rendre hommage. »

C'est en 1979 que Wang Zemin, 4e génération du xing yiquan du Hebei et ancien élève de Wang Xiangzhai, légua son école à Georges Charles. Ce dernier devint le maitre hériter et successeur avec le titre officiel de « shengren daoshi » (« être réalisé qui maîtrise la voie »). Avec lui, l'école changea de nom et de lianhuanquan (lian huan chuan) avec Wang Zeming, l'école devint san yiquan avec Georges Charles,.

## Généalogie
La filiation historique remonte au général Yue Fei (Yao Fei) (1103-1142) qui fut le fondateur de l’école Liuheyiquan (liu ho I chuan) ou " poing de l’intention et des six harmonies". Il fut le premier à utiliser le terme yiquan (i chuan) pour qualifier son enseignement. Li Laoneng (Li Lao Neng ou Li Luoneng aussi Li Nengjan) (1807-1888 ou 1783-1867 suivant d’autres sources) fut l’initiateur de la forme dite "naturelle" ou "évolutive" (ziran men) du xing yiquan et chef de l’école yiquan.
1. Li Laoneng (Li Luoneng ou Li Nengjan) (1807-1888) 1re génération de la branche du xing yiquan du Hebei. École :  yiquan.
2. Guo Yunshen (Fo Junsha ou Kuo Yun Shen) (1822-1902). 2e génération de la branche du xing yiquan du Hebei. École : wuxingquan
3. Wang Xiangzhai (Wang Hsiang Chai) (1885-1963) 3e génération de la branche du xing yiquan du Hebei. École : dachengquan (ta tcheng chuan) puis yiquan (i chuan)
4. Wang Zemin (1909-2002) (Wong Tse Ming (HK) ; Wong Tai Ming ou Tai Ming Wong (France), Wang Tse Ming). Il descend directement du clan Wang de Yue de Hangzhou. 4e génération de la Branche du xing yiquan du Hebei. École : lianhuanquan (lian huan chuan)
5. Georges Charles (1950) (Cha Li Shi dans les généalogies chinoises) 5e génération de la branche du xing yiquan du Hebei. École : san yiquan.